# Scott Mellanby
Scott Edgar Mellanby (* 11. Juni 1966 in Montreal, Québec) ist ein ehemaliger kanadischer Eishockeyspieler und -trainer sowie derzeitiger -funktionär, der im Verlauf seiner aktiven Karriere zwischen 1984 und 2007 unter anderem 1565 Spiele für die Philadelphia Flyers, Edmonton Oilers, Florida Panthers, St. Louis Blues und Atlanta Thrashers in der National Hockey League auf der Position des rechten Flügelstürmers bestritten hat. Mellanby, der den Spielertyp des Grinders verkörperte, war vier Jahre lang Mannschaftskapitän der Florida Panthers und zwei Jahre der Atlanta Thrashers.

## Karriere
Scott Mellanby begann seine Karriere in der MTJHL und wurde im NHL Entry Draft 1984 von den Philadelphia Flyers in der zweiten Runde an Position 27 ausgewählt. Danach ging er auf die University of Wisconsin–Madison, wo er für deren Eishockeyteam zwei Jahre spielte. Am Ende des zweiten Jahres kam er zu seinen ersten zwei Einsätzen in der National Hockey League.

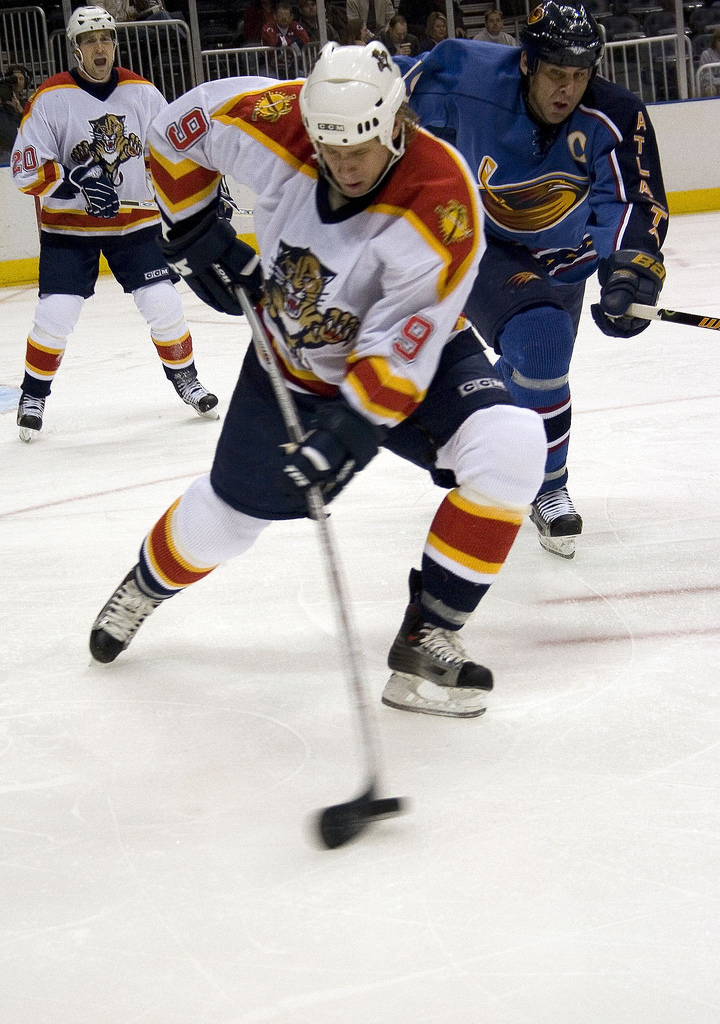
Mellanby (rechts) verfolgt Stephen Weiss

Ab der Saison 1986/87 war er Stammspieler der Flyers und konnte mit ihnen in dieser Saison ins Stanley-Cup-Finale einziehen, wo sie den Edmonton Oilers unterlagen. In der Saison 1989/90 fiel er längere Zeit ein, da er sich in einer Kneipenschlägerei schwer verletzte, als er einem Freund helfen wollte. Mit einer zerschlagenen Bierflasche zog er sich einen tiefen Schnitt im Arm zu, durch den vier Sehnen, ein Nerv und eine Arterie durchtrennt wurden. Im Krankenhaus konnten bleibende Schäden mit einer Operation verhindert werden, aber Mellanby stand kurz davor, dass sein Arm hätte amputiert werden müssen.
1991 wurde er zu den Edmonton Oilers transferiert, für die er zwei Jahre spielte. Im NHL Expansion Draft 1993 wurde er von den Oilers nicht gesperrt, sodass er von den Florida Panthers ausgewählt wurde. Dort hatte er die beste Zeit seiner Karriere. Ein Publikumsliebling wurde er, als er in der Mannschaftskabine eine Ratte mit seinem Hockeyschläger tötete. Als das publik wurde, warfen die Fans bei jedem Tor der Panthers Plastikratten aufs Eis. Die beste Saison seiner Karriere hatte Mellanby in der Saison 1995/96, als er 70 Punkte holte und mit den Panthers bis ins Stanley-Cup-Finale kam, wo sie gegen die Colorado Avalanche verloren. Außerdem kam er zu seiner ersten und einzigen Teilnahme im NHL All-Star Game.
1997 wurde er Mannschaftskapitän der Panthers und blieb es, bis er 2001 zu den St. Louis Blues transferiert wurde. Nachdem es mit seiner Punkteausbeute im Laufe der Jahre immer weiter bergab gegangen war, konnte er sich in St. Louis noch einmal aufraffen und schaffte 2002/03 noch einmal 57 Punkte. Nachdem Ausfall der NHL-Saison 2004/05 erhielt er keinen neuen Vertrag von den Blues, weshalb er zu den Atlanta Thrashers wechselte, die ihn direkt zum Mannschaftskapitän ernannten. Im Sommer 2006 erhielt er einen neuen Ein-Jahres-Vertrag in Atlanta. In der Saison 2006/07 zeigte Mellanby mit 36 Punkten wieder eine solide Leistung und führte zusammen mit seinen jungen Teamkameraden, wie Marián Hossa, Ilja Kowaltschuk und Kari Lehtonen, die Thrashers erstmals in ihrer Geschichte in die Playoffs. Doch dort unterlagen sie den New York Rangers deutlich in vier Spielen. Wenige Wochen später beendete Mellanby im Alter von 40 Jahren seine Karriere. Zum Zeitpunkt seines Karriereendes war er mit 1.431 Spielen unter den aktiven Spielern, der mit den zweitmeisten Spielen. Trotz der Vielzahl an absolvierten Spielen, konnte er nie den Stanley Cup gewinnen. Nur Mike Gartner (1.432 Spiele) und Phil Housley (1.495 Spiele) waren öfter in der NHL im Einsatz ohne den Stanley Cup gewonnen zu haben.
Nach seinem Karriereende war Mellanby während der Saison 2007/08 als Experte in der Eishockeysendung Hockey Night in Canada tätig, die sein Vater Ralph Mellanby lange Zeit als ausführender Produzent leitete. Im Mai 2008 schloss sich Mellanby den Vancouver Canucks an, wo er als Berater von General Manager Mike Gillis tätig war. Am 1. Juni 2010 wurde bekannt, dass er ab der Saison 2010/11 die Position des Assistenztrainers bei seinem früheren Verein, den St. Louis Blues, übernimmt. Zusammen mit den beiden Eishockeytorhüter Olaf Kölzig und Byron Dafoe ist er Gründungsmitglied von Athletes Against Autism, eine Organisation von Sportlern, die in ihrer Familie oder im Bekanntenkreis von Autismus betroffen sind. Mellanbys Sohn Carter leidet an der Entwicklungsstörung. Nachdem er im Anschluss an sein Jahr bei HNIC als Scout und Berater für die Vancouver Canucks tätig gewesen war, arbeitete er zwischen 2010 und 2012 als Assistenztrainer für sein Ex-Team aus St. Louis. Von 2012 bis November 2021 arbeitete er bei den Canadiens de Montréal aus seiner Geburtsstadt. Zunächst war er dort zwei Jahre lang Director of Player Personnel, von 2014 an bis zu seinem Rücktritt war er Assistenz-General-Manager.

## Erfolge und Auszeichnungen
- 1986 Silbermedaille bei der Junioren-Weltmeisterschaft
- 1996 Teilnahme am NHL All-Star Game

## Karrierestatistik

### International
Vertrat Kanada bei:
- Junioren-Weltmeisterschaft 1986

(Legende zur Spielerstatistik: Sp oder GP = absolvierte Spiele; T oder G = erzielte Tore; V oder A = erzielte Assists; Pkt oder Pts = erzielte Scorerpunkte; SM oder PIM = erhaltene Strafminuten; +/− = Plus/Minus-Bilanz; PP = erzielte Überzahltore; SH = erzielte Unterzahltore; GW = erzielte Siegtore; 1 Play-downs/Relegation; Kursiv: Statistik nicht vollständig)